# Дюрнкрут
Дюрнкрут (нім. Dürnkrut) — ярмаркова комуна (нім. Marktgemeinde) в Австрії, у федеральній землі Нижня Австрія.
Входить до складу округу Гензерндорф. Населення становить 2252 чоловік (станом на 31 грудня 2005 року). Займає площу 30,4 км².

## Політична ситуація
Бургомістр комуни — Рудольф Реккендорфер (СДПА) за результатами виборів 2005 року.
Рада представників комуни (нім. Gemeinderat) складається з 21 місця.
- СДПА займає 14 місць.
- АНП займає 7 місць.